# Gobio occitaniae
Goujon occitan, Goujon du Languedoc
Espèce
Statut de conservation UICN

 LC : Préoccupation mineure
Gobio occitaniae, le Goujon occitan ou Goujon du Languedoc, est une espèce de poissons d'eau douce actinoptérygiens de la famille des Gobionidae.

## Description
Gobio occitaniae peut mesurer jusqu'à 127 mm, queue non comprise.

## Répartition
Ce poisson d'eau douce est originellement endémique du Sud-Ouest de la France. Il est présent dans le bassin de la Garonne et dans d'autres cours d'eau entre les Pyrénées et le Rhône,.
Il a été introduit dans les bassins du Fluvià, du Llobregat, de la Muga et du Sègre, dans le Nord-Est de l'Espagne.

## Taxonomie

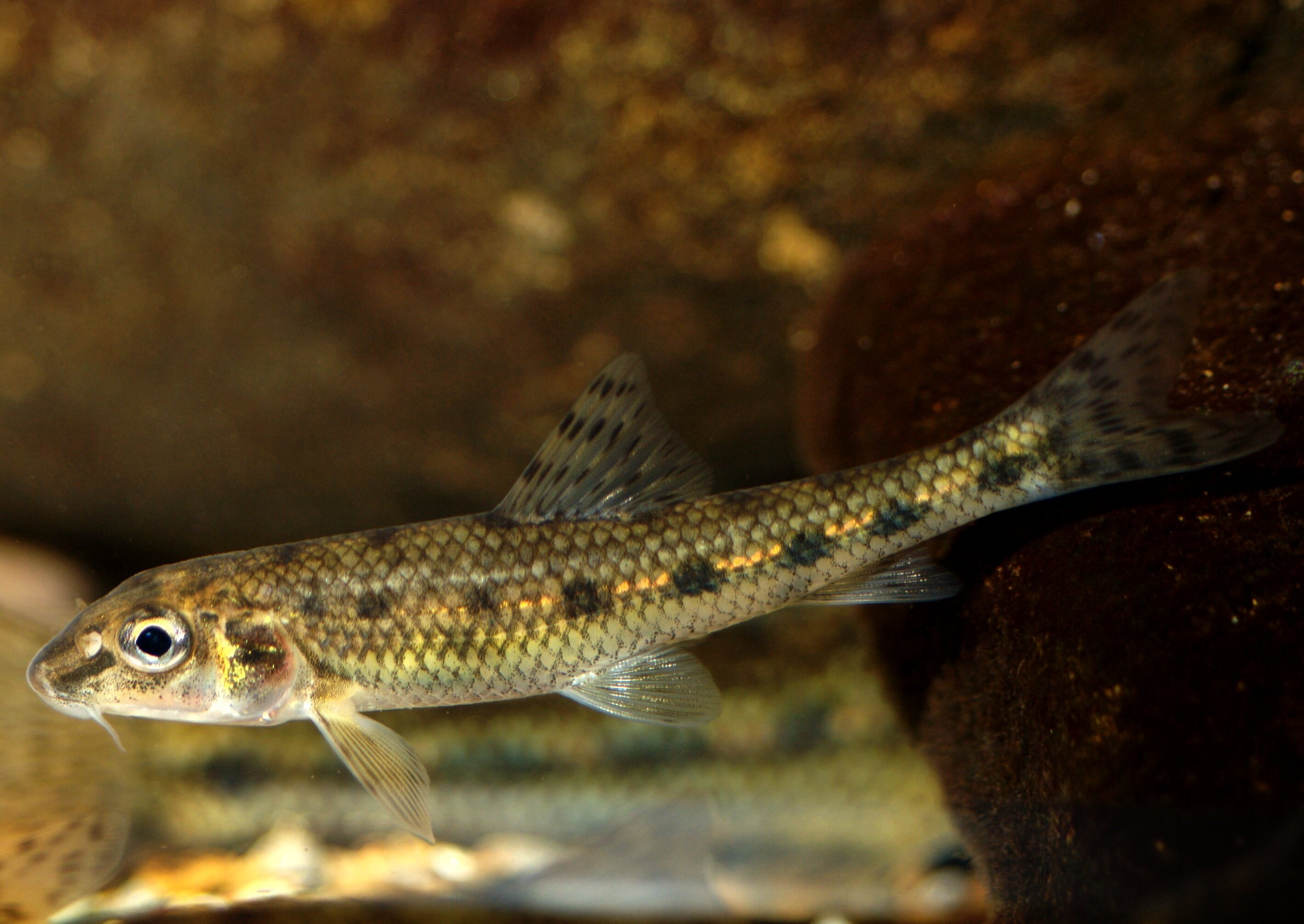
Goujon commun (Gobio gobio), espèce apparentée au Goujon occitan mais plus commune et à la répartition plus vaste.

L'espèce a été décrite en 2005 par les biologistes Maurice Kottelat et Henri Persat (d), en même temps que le Goujon d'Auvergne (Gobio alverniae).
Il a été distingué du Goujon commun (G. gobio), qui a une aire de répartition bien plus étendue.

### Étymologie et dénomination
L'épithète spécifique occitaniae vient de l'Occitanie, région culturelle de la moitié-sud de la France et qui abrite l'aire de répartition de cette espèce,.
Les noms vernaculaires attestés en français sont « Goujon occitan » et « Goujon du Languedoc »,.

### Publication originale
- (en + fr) Maurice Kottelat et Henri Persat, « The genus Gobio in France, with redescription of G. gobio and description of two new species (Teleostei: Cyprinidae) », Cybium, Paris, Société française d'ichtyologie, vol. 29, no 3,‎ juin 2005, p. 211-234 (DOI 10.26028/cybium/2005-293-001, lire en ligne [PDF], consulté le 2 mai 2024) (protologue).

## Le Goujon occitan et l'Homme
Le Goujon occitan est considéré comme une « espèce de préoccupation mineure » (LC) par la liste rouge de l'UICN.
Il est considéré comme une « espèce de préoccupation mineure » par la liste rouge du Comité français de l'UICN dans sa version de 2019, où il était une « espèce à données insuffisantes » (DD) dans la version de 2009.